# Distretto di Lieshan
Il distretto di Lieshan (烈山区S, Lièshān QūP) è un distretto della Cina, situato nella provincia dell'Anhui.